# 枫丹白露宫
48°24′2″N 2°42′7″E / 48.40056°N 2.70194°E
枫丹白露宫（法語發音：[ʃɑto d(ə) fɔ̃tɛnblo]），位於法国北部法兰西岛地区塞纳-马恩省的枫丹白露镇，从12世纪起用作法国国王狩猎的行宫，也是法国最大的王宫之一，曾是路易七世到拿破崙三世等法國君主的住所。
枫丹白露周圍地區风景绮丽，森林茂盛，古迹众多，其中王宮於1927年成為國家博物館，並因其獨特的建築和歷史重要性而在1981年指定為聯合國教科文組織的世界遺產。

## 歷史

### 興建與全盛時期

路易十四在枫丹白露宫附近打獵

「枫丹白露」的法文原义为美丽的泉水，城堡的所在地區在過去曾是一片森林，1137年，法王路易七世下令在此修建城堡，后经历代君王的改建、扩建、装饰和修缮，使枫丹白露宫成为一座富丽堂皇的行宫。15世紀，查理六世國王的妻子巴伐利亚的伊萨博對城堡進行了一些修改和裝飾，但直到弗朗索瓦一世統治時期，城堡依然保有著中世紀的格局，便此，國王委託建築師吉爾斯·勒·布雷頓（Gilles Le Breton）建造一座新文藝復興風格的宮殿，在布雷頓的設計中除了保留了過去中世紀的原有建築外，還在舊城堡的基礎增建融建有著文藝復興風格的橢圓形庭院。
1528年開始，弗朗索瓦建造了畫廊，並僱請了義大利建築師塞巴斯蒂亞諾·塞利奧和佛羅倫薩畫家羅索·菲奧倫蒂諾（Giovanni Battista di Jacopo）喬裝飾新畫廊，並在1533-1539年間在畫廊中繪製讚美國王的壁畫，周圍高浮雕的灰泥裝飾，則是由家具製造商弗朗切斯科·西貝克·達·卡爾皮（Francesco Scibec da Carpi）所雕刻的小羊羔為框架。另一位來自博洛尼亞的畫家弗蘭西斯科·普列馬提喬也參與了宮殿的裝飾。把文艺复兴时期风格和法国传统艺术完美和谐地融合在一起。这种风格被称为“枫丹白露派”。
大約在1540年，弗朗索瓦又開始對城堡進行重大擴建，透過購買城堡東側的土地，在一大庭院周圍建造一個全新的建築廣場。廣場周遭由宮殿的側翼包圍，城堡周圍則環繞著文藝復興風格的新公園，弗蘭西斯科也為宮殿創作更多具有紀念意義的壁畫，當弗朗索瓦一世去世後，亨利二世、亨利四世等人曾繼續擴建城堡，除了委託義大利工匠菲利贝尔·德洛姆建造了作為宮殿門面的「馬蹄形樓梯」，也僱請更多畫家及工匠改建建築和花園，增加魚塘及更精緻的室內裝飾。1601年至1606年間，亨利四世重新打造了庭院周圍的所有外牆，以使建築群更加和諧。並增價許多設施以讓宮殿成員提供廚房和住宅的場所。此外他還增加了一個大型的室內網球場，這是當時世界上最大的球場。
此外亨利四世也非常關注城堡周圍的公園設施。由妻子凱薩琳·德·麥地奇創建的女王花園位於宮殿的北側，並以戴安娜噴泉為中心。亨利四世的園丁克洛德·莫萊（Claude Mollet）在阿內城堡（Château d'Anet）接受培訓後則為枫丹白露宫創造了一大片花壇，並由小徑分隔成大廣場。戴安娜噴泉和石窟由托馬索·弗朗西尼（Tommaso Francini）所建造，在宮殿南側，亨利創建了一個公園，種植了松樹、榆樹和果樹，並鋪設了一條1200公尺長的大運河。

### 17世紀至法國大革命

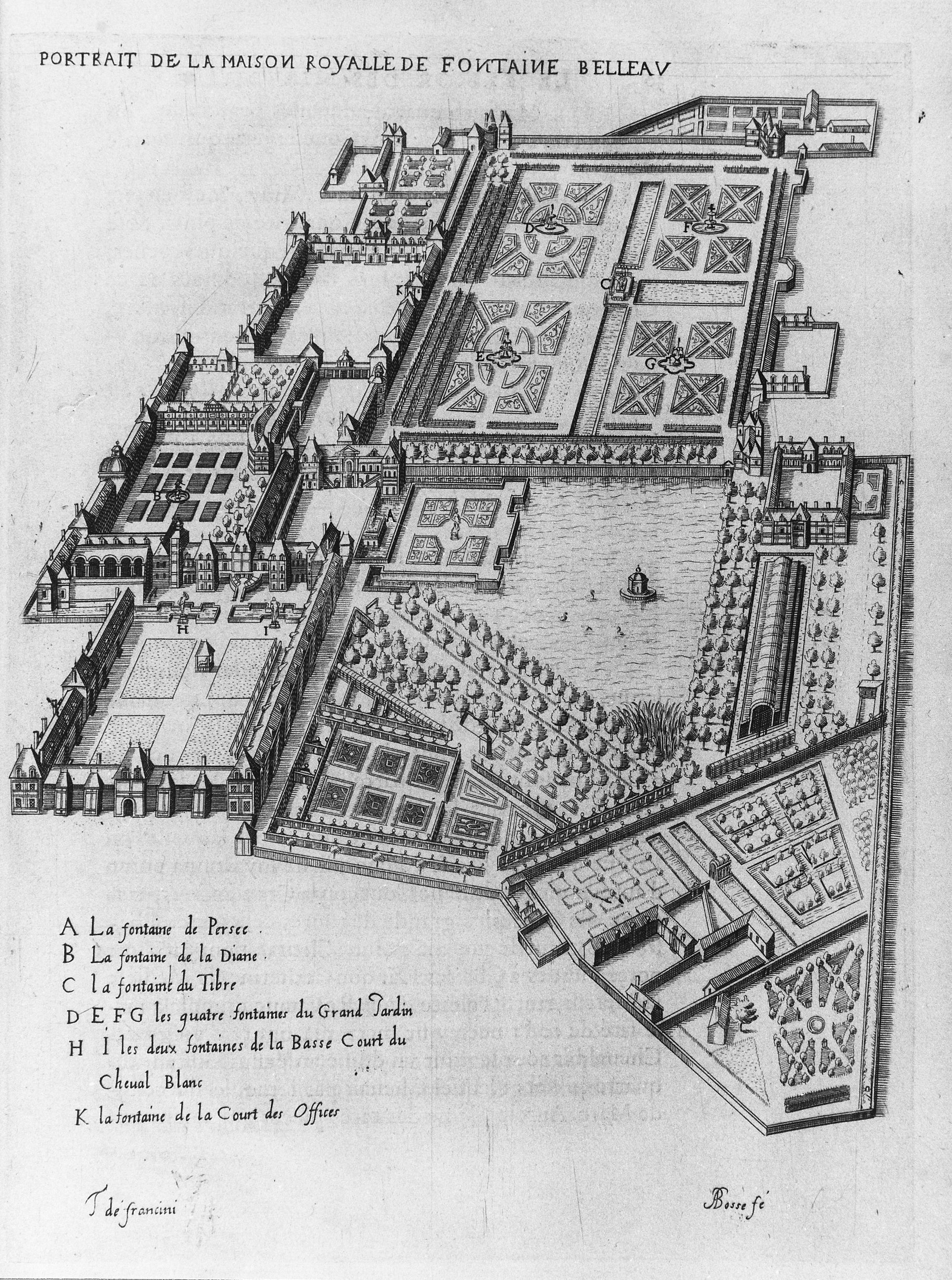
17世紀的枫丹白露宫

1601年，路易十三於在枫丹白露宫出生並接受洗禮，揭開了波旁王朝的序幕，當父親亨利四世被暗殺後，他成為了法國和那瓦拉的國王，同時也持續為建築物進行額外的增建，除了完成城堡內聖三一教堂的裝修，並指派宮廷建築師讓安德魯特·杜·塞塞（Jean Androuet du Cerceau）重建了菲利贝尔·德洛姆（Philibert Delorme）早先在庭院上設計的馬蹄形樓梯，並將宮殿稱為白馬宮（Cour de Cheval Blanc），當安德魯特去世後，他的遺孀安妮則重新裝修由弗蘭西斯科設計的噴泉法院。
路易十三的繼任者路易十四雖遷自于更加豪華雄偉的新皇宮凡尔赛宫居住，不過待在楓丹白露宮的日子卻比其他任何君主都還要多，每年到了夏末秋初，路易十四都喜歡來到楓丹白露宮打獵，他並沒有更動城堡的外觀，但卻為他的妻子曼特農夫人建造了一個新公寓，並在房內配備傢俱師安德烈·查爾斯·布的作品。建築師朱尔·阿杜安-芒萨尔則是在城堡旁邊建造了一個新翼，以對宮殿提供更多空間，更對公園和花園進行了重大改造。此外，路易十四委託安德烈·勒诺特尔和路易·勒沃（Louis Le Vau）將原本的大花壇重新設計成法式花園，此期間的楓丹白露宮曾接待了著名的君主，如瑞典女王克里斯蒂娜女王，俄羅斯沙皇彼得大帝，挪威国王克里斯蒂安七世等人。
1685年10月18日，路易十四在城堡簽署了《楓丹白露敕令》，廢除了亨利四世所頒布的《南特敕令》，所賦予法國新教徒（胡格諾）的權利，此後接任的路易十五則對建築進行更雄心勃勃的工程，包括為眾多朝臣建造更多的住宿，1737-38年建造了一個新庭院和磚石建築，1750年至1754年間，路易十五委託建築師昂熱-雅克·加布里埃爾（Ange-Jacques Gabriel）沿著宮殿和魚塘建造一個新翼樓。並建造一棟為國王和王后所建造的豪華新公寓，並讓當時的首席畫師為新皇宮進行裝飾，包括法蘭索瓦·布雪、查爾斯-安德烈·范·盧（Carle Vanloo）、讓-巴蒂斯特·瑪麗·皮埃爾（Jean-Baptiste Marie Pierre）和亞歷克西斯·佩羅特（Alexis Peyrotte）等人。
波旁王朝的最後一任君主路易十六，對城堡的擴建部分則包含在弗朗索瓦一世畫廊旁建造一座新建築及部分房間，在法國大革命前夕，路易十六和瑪麗-安托瓦內特曾最後一次拜訪楓丹白露宮。

### 19世紀至近代

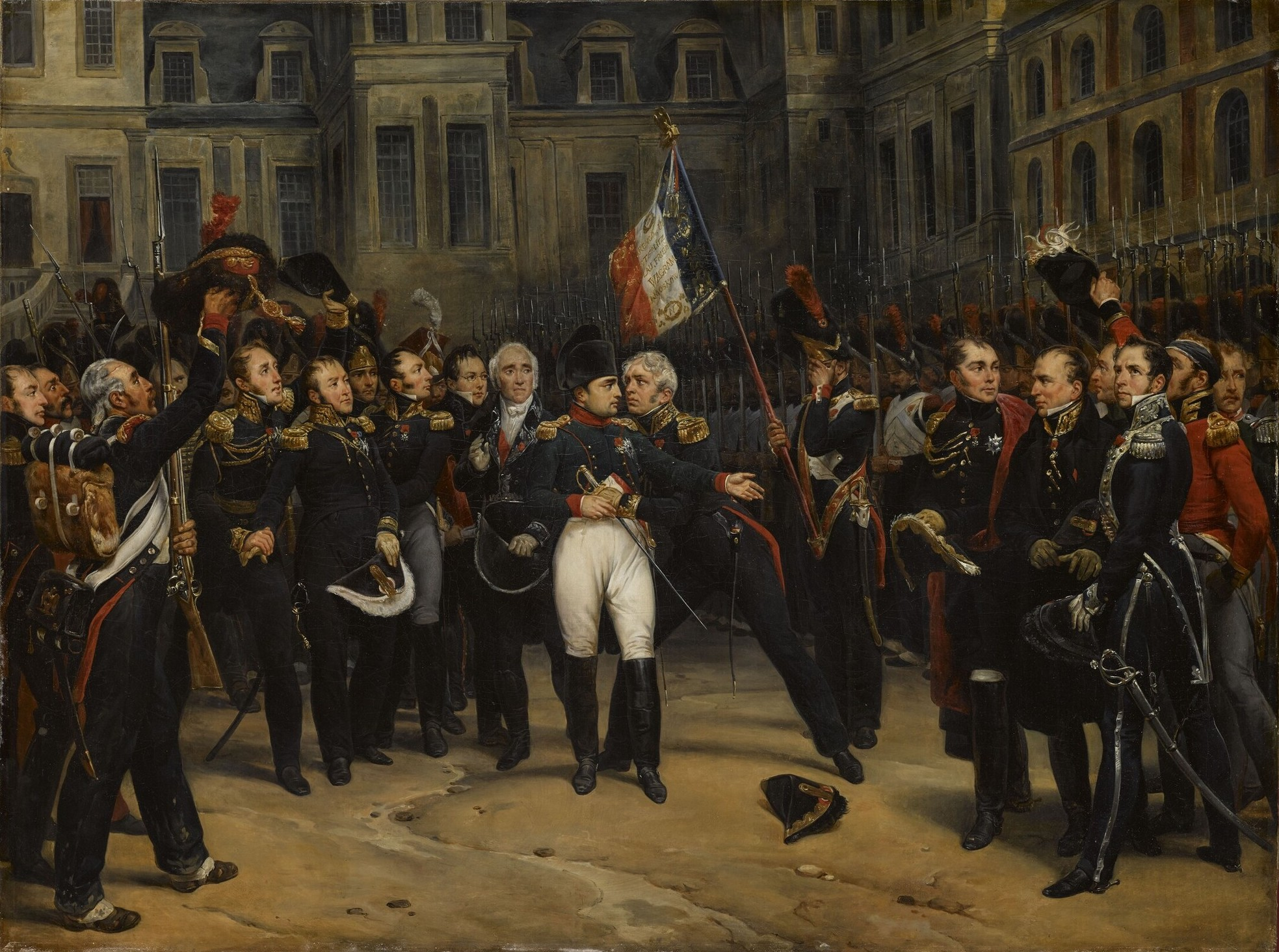
1814年，拿破崙在枫丹白露宫外向他的士卒道別

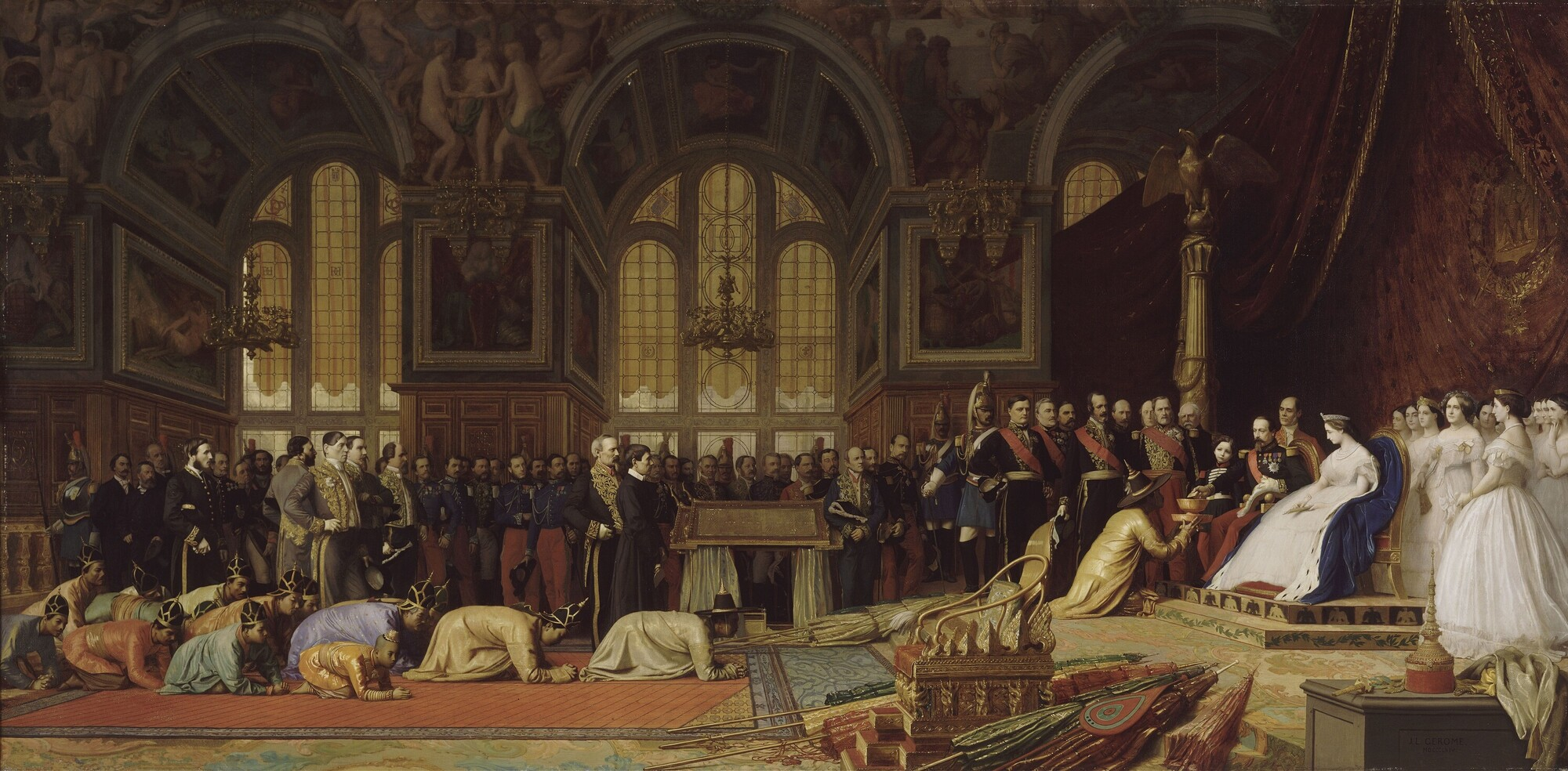
1864年，拿破崙三世在枫丹白露宫接見暹羅特使

大革命期间，枫丹白露宮沒有受到任何重大損壞，然而宮殿內的家具陈设全被变卖以筹措政府的经费，而枫丹白露宮的建築物被塞納河和馬恩省的中央學校佔用。直到1803年拿破仑在此處建立軍事學校，在浪費希望盡可能多地保留舊政權的府邸所顧慮下。他选择以楓丹白露宫作為自己的帝制纪念物，及1804年與教皇庇護七世會面並加冕為皇帝的地點。即使拿破崙並不頻繁來到楓丹白露宮，但是他為教皇專屬設計了一套房間，並下令對整座城堡進行了翻新和裝飾，國王的臥室變成了拿破崙的王座室。將皇帝和皇后的公寓重新改建成帝政風格的公寓。1810年11月5日，枫丹白露宫的小教堂用於為拿破崙剛出生不久的侄子、未來的拿破崙三世進行洗禮儀式。
1814年4月4日，拿破仑被迫在宮內签字让位，4月20日，在企圖自殺失敗後，拿破仑对其近卫军团发表了著名的告别演说，在他流亡聖赫勒拿島期間寫的回憶錄中，他曾回憶過去在楓丹白露宮的時光；「世代傳承國王的真正住所，也許它不是一座格局嚴謹的宮殿，但它肯定是一個經過深思熟慮且非常合適的居住地點，枫丹白露宫無疑就是歐洲最舒適、位置最理想的宮殿。」當君主制復辟後，路易十八和查理十世紛紛來到楓丹白露宮居住，但都沒有對宮殿進行任何重大改動。不過路易-菲利普一世則對於改建的計畫更為活躍，既修復了一些房間，又按照當時時代的風格重新裝修了其他房間。衛兵廳和板廊以新文藝復興風格重新裝修，宴會廳下方的柱廊則以新古典主義風格重新裝修。
拿破崙三世的統治時期，宮殿的舊劇院在1856年的一場大火中摧毀。因此在1854年至1857年間，建築師赫克托尔·勒菲埃尔重新設計了一座路易十六風格的新劇院。在一樓格羅斯館中，拿破崙三世的妻子歐珍妮·德·蒙提荷皇后建設了一座豐富的小型博物館，包含來自暹羅國王的禮物，從北京圆明园掠奪的藝術作品，和展出了當時藝術家的畫作，拿破崙三世則設立了他的辦公室，1870年普法戰爭後，法蘭西第二帝國垮台，城堡關閉。1871年3月起，枫丹白露宫曾短暫作為普魯士軍隊的總部。戰後從由法蘭西第三共和國接受後，其中兩座建築成為高等學校的所在地，偶爾被總統用作官邸歡迎國賓，包括塞爾維亞的國王亞歷山大一世（1891年）、希臘國王喬治一世（1892年）比利時的利奧波德二世（1895年）和西班牙國王阿方索十三世（1913年）。1920年6月26日，已隱居的歐珍妮皇后最後一次拜訪此地。枫丹白露宫的主要建築物於1913年8月20日通過分類為指定為歷史古蹟，獲得了法國政府的保護。第一次世界大戰後的1923年，它成為了楓丹白露學校（法文：Fontainebleau Schools）及美國藝術學院、藝術和音樂學院的所在地，並在1927年成為國家博物館。1856年被燒毀的部分翼樓的上層也在洛克菲勒基金會的資助下重建。
二戰期間，枫丹白露宫於1940年6月16日被德國人佔領至11月10日，並在1941年5月15日至10月底再次佔領。戰後，城堡的一部分成為簽訂《布魯塞爾條約》而成立的軍事同盟西部聯盟（WU）的總部，和後來北大西洋公约组织的最高總部，墙外至今还残留有“NATO”的标记，直到1966年。後在夏爾·戴高樂總統和文化部長安德烈·馬爾羅的領導下，枫丹白露宫的全面修復於1964年至1968年間展開。並在1981年被聯合國教科文組織列為世界遺產。2006年，文化部購買了皇家馬厩，並開始進行修復工程。
從2007年開始，由拿破崙三世創建的城堡劇院開始修復。該項目由阿布扎比政府資助，並於2014年4月30日落成。
2015年3月1日，枫丹白露宫的中國博物館被職業盜賊搶劫。他們在早上6點左右闖入，在7分鐘內偷走了藏品中大約15件最有價值的物品，包括暹羅政府送給拿破崙三世的暹羅王冠複製品，西藏的曼荼羅，和乾隆皇帝的搪瓷等文物。

### 登錄世界遺產
1981年，枫丹白露宫和园林被聯合國教科文組織世界遺產委員會批准作為文化遺產列入《世界遺產名錄》，編號160號，认为其满足以下兩个获选条件：
1. 楓丹白露宮的建築和裝飾強烈影響法國和歐洲的藝術發展，法國國王召集的義大利藝術家、畫家、雕塑家和建築師等，在宮內果斷打造法國文藝復興時期的獨特藝術，也使此舉成了最負盛名和最珍貴的宮殿例子。（文化遺產標準一）；
2. 楓丹白露宮與其圓林是四個世紀以來的主要皇家住所，也是法國歷史上具有特殊普遍意義的事件發生地，例如1685年路易十四廢除南特敕令，及1814年拿破崙一世的退位。（文化遺產標準四）；

## 宮殿特色與配置

### 楓丹白露宮的美術風格

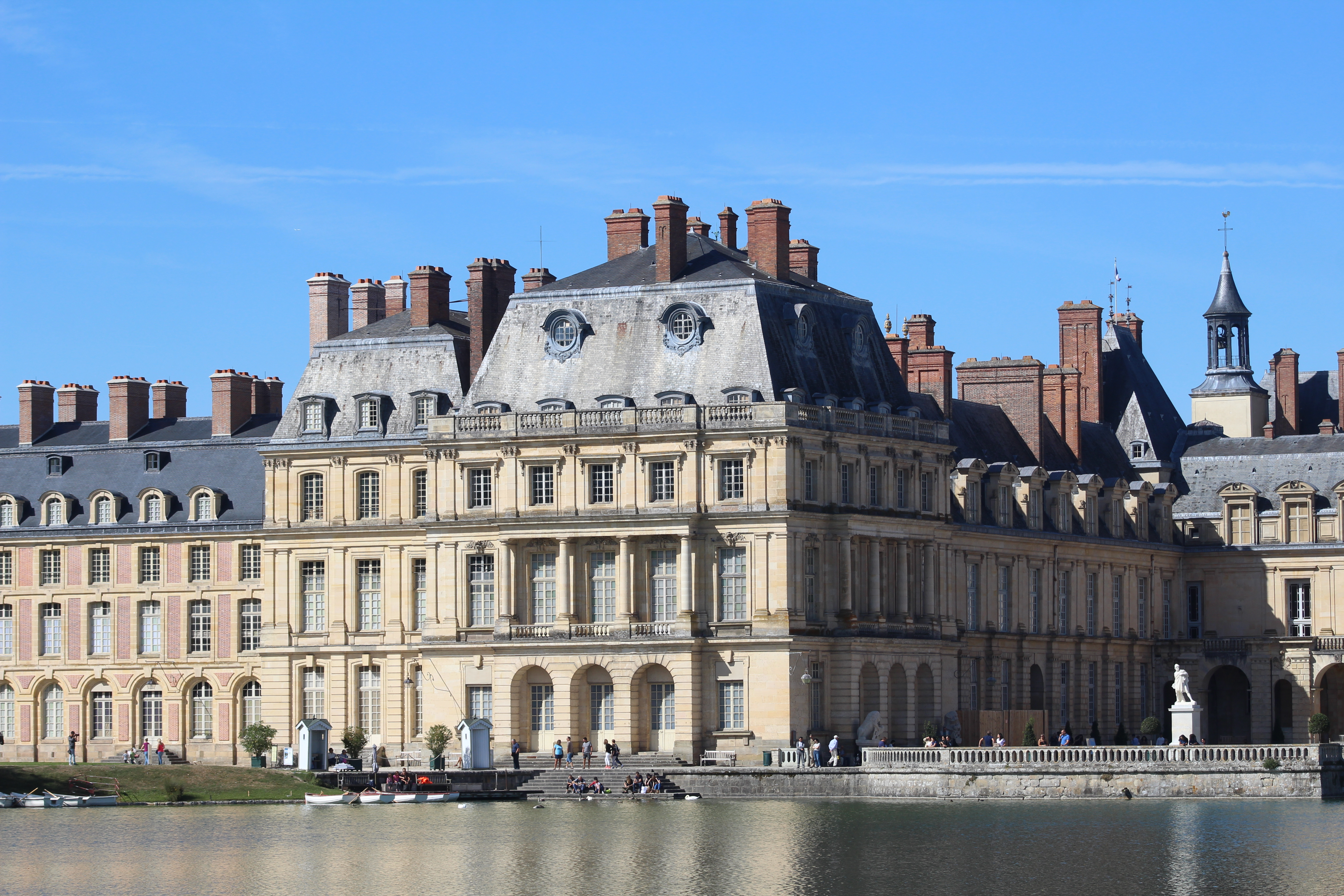
楓丹白露宮的中心地帶
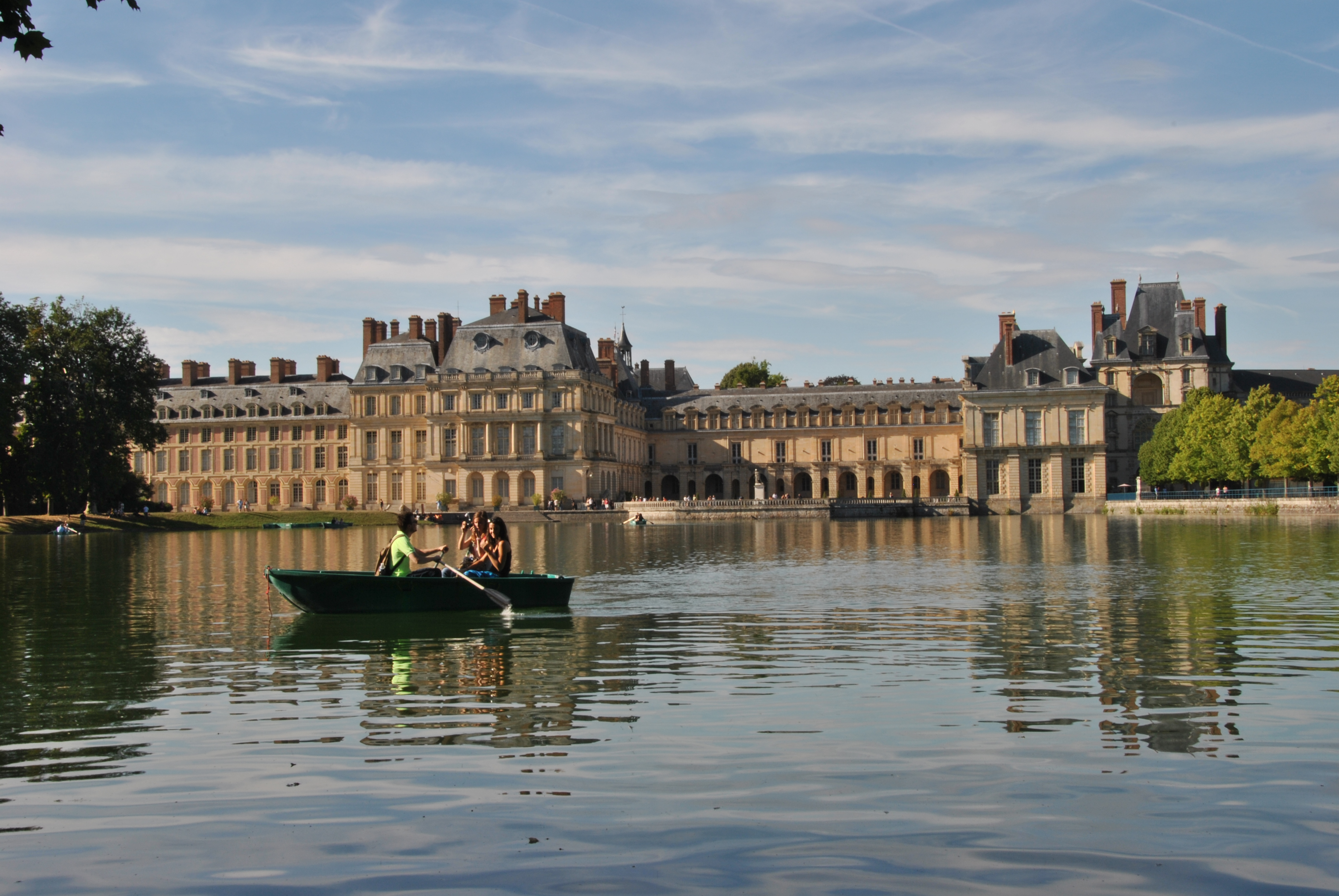
楓丹白露宮的背立面
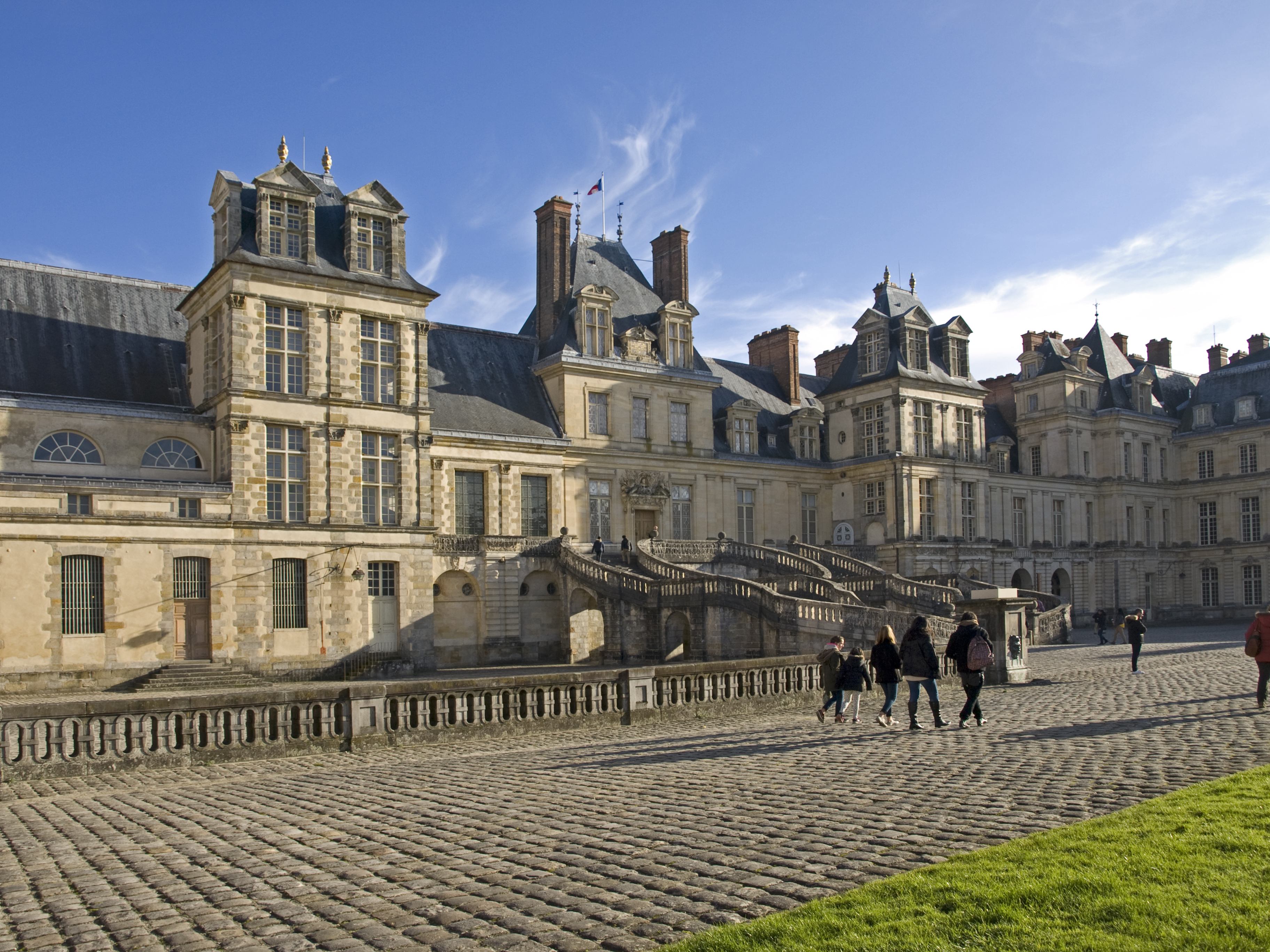
白馬庭園與著名的「馬蹄形樓梯」
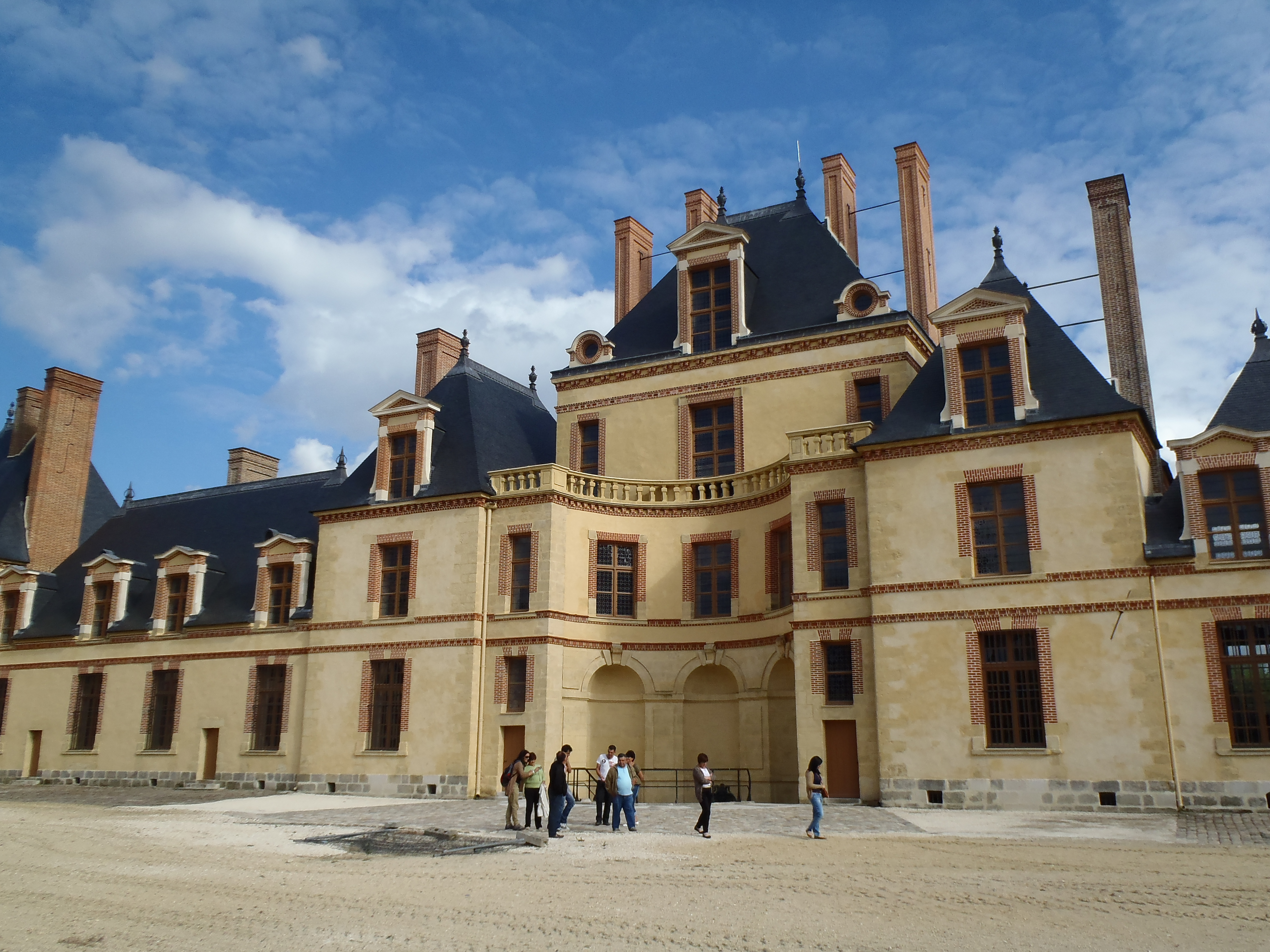
亨利四世時期所興建的辦公室庭院（Château de Fontainebleau）

枫丹白露宫的主体建筑包括一座主殿、六座王宫、五个不等边形院落、四座花园。宫内的主要景点有舞厅、会议厅、狄安娜壁画长廊、百盘廊、王后沙龙、国王卫队厅、王后卧室和教宗卧室、国王办公室、弗郎索瓦一世长廊等等。1808年，拿破仑将历代国王的卧室改为皇帝御座厅。宫内有中国馆，由拿破仑三世的欧也妮皇后主持建造，馆内陈列着中国明清时期的古画、金玉首饰、牙雕、玉雕、景泰蓝佛塔等上千件艺术珍品，这些藏品大多来自圆明园，为法军统帅蒙托邦献给拿破仑三世帝后的战利品。
其中在文藝復興後期，楓丹白露宮的裝飾聘請意大利和法國最優秀的藝術家和工匠，其中他們創造的繪畫和裝飾風格被稱為楓丹白露學派，涵蓋的時期大約從1530年開始直到大約1610年。形成了法國版的矯飾主義。首先在1531年至1532年，弗朗索瓦一世邀請佛羅倫薩藝術家羅索·菲奧倫蒂諾（Rosso Fiorentino）與另一位意大利藝術家弗朗切斯科·普里马蒂乔為法國王室服務。羅索於1540年去世後。在弗蘭西斯科的建議下，來自摩德納尼科洛·德尔·阿巴特於1552年被弗朗索瓦的兒子亨利二世邀請到法國協助繪畫工作。其他曾在宮內的著名藝術家包括：
- Juste de Juste（c.1505–1559），法意混血雕刻家和蝕刻師
- 盧卡·潘妮（Luca Penni，c.1500/1504–1556），意大利畫家
- Francesco Scibec da Carpi（1557年去世），意大利家具製造商
- 本韋努托·切利尼（1500–1570），意大利雕塑家、金匠、銀匠

“楓丹白露第一學派”的作品的特點是廣泛使用灰泥（模具和相框）和壁畫，以及精心設計（通常是神秘主義）的寓言和神話圖像系統，其中文藝復興時期流行裝飾圖案相當常見，優雅展現當時意大利美術的技術影響。城堡的部分區域在不同的日期進行了改造。以至於這些藝術家當代在宮內所留下的畫作並不多，但是曾在後人以印刷品（主要是蝕刻版畫）的形式進行複製，並接連在近代法國其他地方傳播楓丹白露的風格。
從1584年到1594年宗教戰爭期間，宮殿內的美術工作被迫停擺。待亨利四世登上王位後，他再次雇用一群藝術家對楓丹白露宮的建築進行了翻新：由佛兰德出生的安布羅伊斯·迪布瓦（Ambroise Dubois），巴黎出生的圖桑·迪布勒伊（Toussaint Dubreuil）和馬丁·弗雷米內（Martin Fréminet）三人所主導。他們的風格有時被稱為“楓丹白露第二學派”，為晚期風格主義的作品，其最大的特色在於使用拉長和起伏的形式和擁擠的構圖。畫作的許多主題包括神話場景，義大利詩人托尔夸托·塔索的故事作品，古希臘小說作品埃梅薩的赫利奧多羅斯的場景為靈感，此後楓丹白露的新作品以精緻細緻的版畫記錄，在各界鑑賞家和藝術家之間流傳。通過“楓丹白露學院”的版畫，這種新風格被傳播到其他北歐國家，特別是安特衛普和德國，並最終傳播到倫敦。
雖然路易十四在楓丹白露度過的時間比其他任何君主都多，但他對宮殿的大部分修改都是對室內和裝飾進行的。在18世紀，室內裝飾風格發生了重大變化。1750-1754年間，建築師安熱-雅克·加布里埃爾（Ange-Jacques Gabriel）為路易十五和女王建造了新的住宅區和新公寓。這一時期最著名的藝術家，包括並讓當時的首席畫師為新皇宮進行裝飾，包括弗朗索瓦·布歇、夏尔-安德烈·范洛（Charles-André van Loo）、讓-巴蒂斯特·馬里·皮埃爾（Jean-Baptiste Marie Pierre）和亞歷克西·佩羅特（Alexis Peyrotte）等人，受到王室委託為議會廳繪畫作品。路易十六也採取同樣的決策，在宮內開始裝飾異國主題的房間，特別是土耳其櫥櫃（1777年）遊戲室和女王的閨房採用阿拉伯式花紋風格。
拿破崙一世希望延續君主制的傳統宏偉並徹底翻新了宮殿。他創造了一套具有帝國象徵和風格的新房間，並將前國王的臥室變成了他的王座室。它是法國唯一的寶座室，其家具仍保持原狀。拿破崙在楓丹白露宮的房間是帝政風格的最佳現有例子之一。

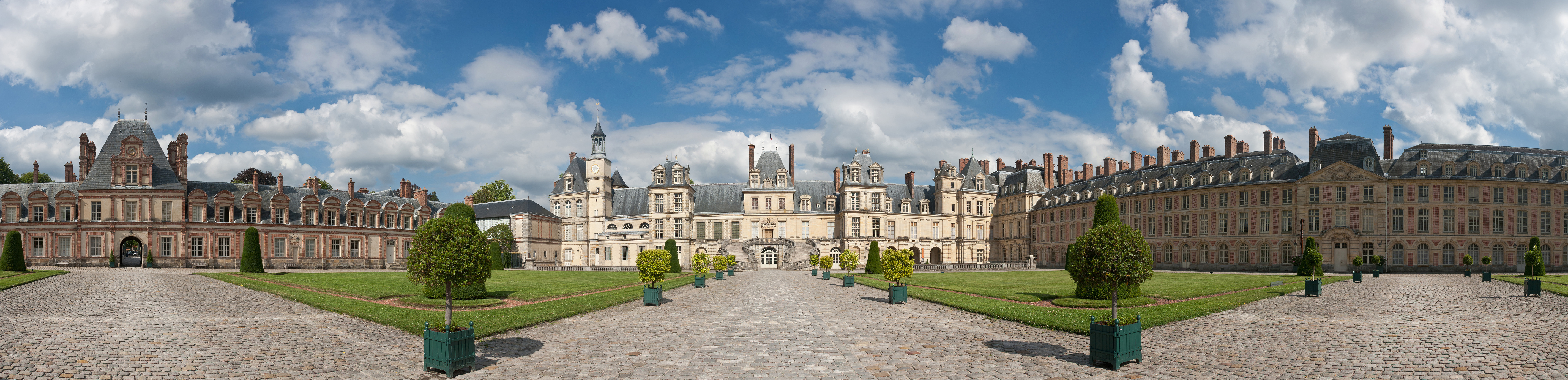
枫丹白露宫的主中庭

## 花園
枫丹白露宫周围面积为1.7万公顷的森林，有橡树、柏树、白桦、山毛榉等树木。过去是皇家打猎、野餐和娱乐的场所。森林内有许多圆形空地，呈星形的林间小路向四面八方散开，纵横交错。圆形空地往往建有十字架，其中最著名的是圣埃朗十字架。

## 外部連結
- Château de Fontainebleau official website （英文）
- The Palace of Fontainebleau - The official website of France  （英文）
- World Heritage profile （页面存档备份，存于） （英文）
- Fontainebleau Castle （页面存档备份，存于） （英文）
- Documentary film about the Palace of Fontainebleau: Fontainebleau: A Rendezvous at the Castle （英文）
- Discover the Palace of Fontainebleau on Eurochannel （页面存档备份，存于）
- High-resolution 360° Panoramas of the Palace of Fontainebleau | Art Atlas （页面存档备份，存于）